# Addie Land
Addie Land (n. Seattle, 28 de abril de 1988) es una actriz estadounidense.

## Vida personal
Durante una entrevista de Evergreen, Land afirmó: «He estado tomando clases de teatro desde que estaba como en 2.º grado. Pero todos ellos han sido por el momento, ninguna para la película. Y yo nunca consideré la película». Más tarde declaró: «Nunca pensé que era una opción, porque los actores tan grandes no siempre tienen la oportunidad. Y también, me encanta el escenario... y no creo que yo quería hacer la película».

## Carrera
En 2004, Land hizo su debut en el cine en la película de drama Evergreen. Más tarde, aparecería en The Sasquatch Gang (‘La banda de Sasquatch’) y, más recientemente, en Cazadores de fortuna.
Addie había pasado muchos años estudiando en el nivel nacional destacado Teatro Infantil de Seattle cuando se le recomendó a la directora, Enid Zentelis, como una forma posible para el papel principal en una película independiente que se filmará en el noroeste del Pacífico. Addie y luego ganó la parte en la audición abierta. La película, Evergreen, fue en la competencia dramática en el 2004 Festival de Cine Sundance, y más tarde fue puesto en libertad al teatro a través de un inusual directo a la liberación de AMC teatro, y fue la primera película de amplia distribución a los cines vía satélite.
Addie ganó muchos elogios por su interpretación de la iniciativa
Fue elegida entonces como la niña de plomo en The Sasquatch Gang (2006), una comedia por el productor y muchos otros del equipo Napoleon Dynamite. Protagonizó junto a Jeremy Sumpter, Justin Long, Rob Pinkston y Hubbel Palmer. The Sasquatch Gang ganó el premio del público en el 2006 en el Festival de Cine de Slamdance, y se estrenó en cines en 2007, y en DVD en marzo de 2008.

## Filmografía
- Evergreen (2004): Henri
- The Sasquatch Gang (2006): Sophie Suchowski
- Fortune Hunters (2007): chica en el restaurante